# Huajuapan de León
Ciudad de Huajuapan de León är en kommunhuvudort i Mexiko.   Den ligger i kommunen Heroica Ciudad de Huajuapan de León och delstaten Oaxaca, i den sydöstra delen av landet, 230 km sydost om huvudstaden Mexico City. Ciudad de Huajuapan de León ligger 1 594 meter över havet och antalet invånare är 47 844.
Terrängen runt Ciudad de Huajuapan de León är huvudsakligen kuperad, men den allra närmaste omgivningen är platt. Ciudad de Huajuapan de León ligger nere i en dal. Runt Ciudad de Huajuapan de León är det ganska glesbefolkat, med 24 invånare per kvadratkilometer. Ciudad de Huajuapan de León är det största samhället i trakten. I omgivningarna runt Ciudad de Huajuapan de León växer huvudsakligen savannskog.